# Міллерспорт (Огайо)
Міллерспорт (англ. Millersport) — селище (англ. village) в США, в окрузі Феєрфілд штату Огайо. Населення — 978 осіб (2020).

## Географія
Міллерспорт розташований за координатами 39°53′47″ пн. ш. 82°32′31″ зх. д. / 39.89639° пн. ш. 82.54194° зх. д. (39.896382, -82.541954).  За даними Бюро перепису населення США в 2010 році селище мало площу 2,34 км², з яких 2,26 км² — суходіл та 0,08 км² — водойми.

## Демографія
Згідно з переписом 2010 року, у селищі мешкали 1044 особи в 440 домогосподарствах у складі 295 родин. Густота населення становила 446 осіб/км².  Було 497 помешкань (212/км²).
Расовий склад населення:
| - 98,1 % — білих - 0,4 % — корінних американців - 0,4 % — чорних або афроамериканців - 0,1 % — вихідців з тихоокеанських островів |

До двох чи більше рас належало 1,0 %. Частка іспаномовних становила 1,1 % від усіх жителів.
За віковим діапазоном населення розподілялося таким чином: 23,5 % — особи молодші 18 років, 62,4 % — особи у віці 18—64 років, 14,1 % — особи у віці 65 років та старші. Медіана віку мешканця становила 39,1 року. На 100 осіб жіночої статі у селищі припадало 89,5 чоловіків;  на 100 жінок у віці від 18 років та старших — 88,4 чоловіків також старших 18 років.
Середній дохід на одне домашнє господарство  становив 58 459 доларів США (медіана — 49 297), а середній дохід на одну сім'ю — 62 984 долари (медіана — 49 531). Медіана доходів становила 55 781 долар для чоловіків та 36 016 доларів для жінок. За межею бідності перебувало 15,4 % осіб, у тому числі 24,1 % дітей у віці до 18 років та 5,4 % осіб у віці 65 років та старших.
Цивільне працевлаштоване населення становило 512 особи. Основні галузі зайнятості: освіта, охорона здоров'я та соціальна допомога — 24,6 %, роздрібна торгівля — 17,4 %, науковці, спеціалісти, менеджери — 12,9 %, мистецтво, розваги та відпочинок — 9,2 %.